# Xylocopa bangkaensis
Xylocopa bangkaensis är en biart som beskrevs av Heinrich Friese 1903. Xylocopa bangkaensis ingår i släktet snickarbin, och familjen långtungebin. Inga underarter finns listade i Catalogue of Life.